# Serhiivka, Novomîkolaiivka
Serhiivka (în ucraineană Сергіївка) este un sat în comuna Pidhirne din raionul Novomîkolaiivka, regiunea Zaporijjea, Ucraina.

## Demografie
Componența lingvistică a localității Serhiivka
     Ucraineană (100%)
Conform recensământului din 2001, toată populația localității Serhiivka era vorbitoare de ucraineană (100%).